# Minh Ngọc
Minh Ngọc là một xã thuộc tỉnh Tuyên Quang, Việt Nam.

## Địa lý
Xã Minh Ngọc có vị trí địa lý:
- Phía đông giáp xã Lạc Nông và xã Thượng Tân
- Phía tây giáp huyện Vị Xuyên
- Phía nam giáp tỉnh Tuyên Quang
- Phía bắc giáp xã Yên Định và xã Minh Sơn.

Xã Minh Ngọc có diện tích 80,25 km², dân số năm 2019 là 4.110 người, mật độ dân số đạt 51 người/km².

## Hành chính
Xã Minh Ngọc được chia thành 11 thôn, bản: Thôn Nà Lá, Nà Sài, Nà Thàng, Nà Cau, Lùng Xuôi, Khâu Lừa, Kim Thạch, Lũng Hảo, Lùng Càng, Lũng Lầu, Khuổi Lùng.

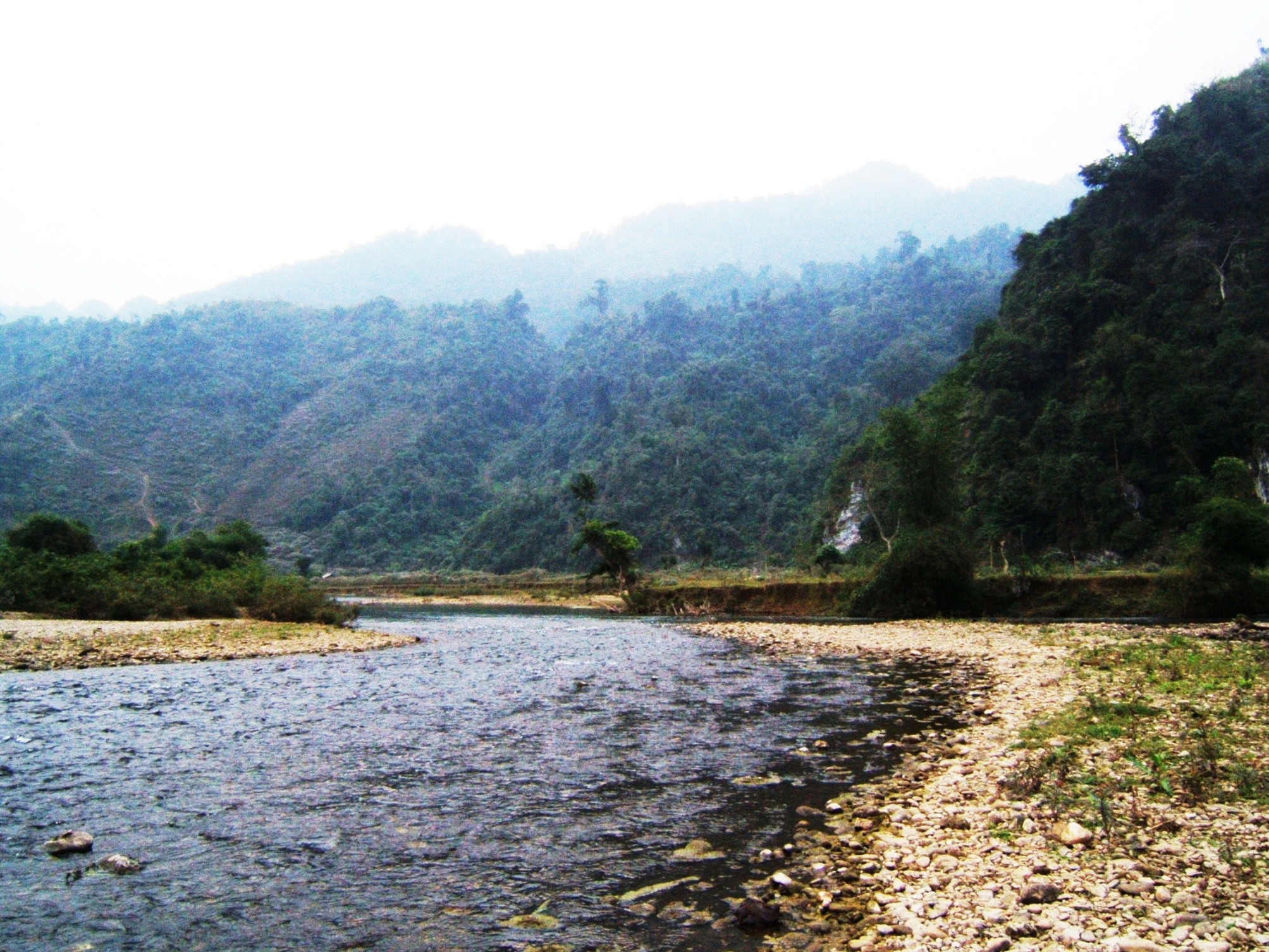
Nậm Mạ tại bản Nà Sài thuộc xã Minh Ngọc

## Lịch sử
Trước đây, Minh Ngọc là một xã thuộc huyện Vị Xuyên.
Ngày 18 tháng 11 năm 1983, Hội đồng Bộ trưởng ban hành Quyết định số 136-HĐBT về việc thành lập huyện Bắc Mê trên cơ sở tách xã Minh Ngọc của huyện Vị Xuyên.
Ngày 13 tháng 2 năm 1987, Hội đồng Bộ trưởng ban hành Quyết định 28-HĐBT về việc tách 3 xóm Bách Sơn, Khuổi Nâng và Tả Luông của xã Minh Ngọc để sáp nhập vào xã Thượng Tân.
Xã Minh Ngọc có 8.391 hécta đất với 2.085 nhân khẩu.